# Rhys ap Thomas

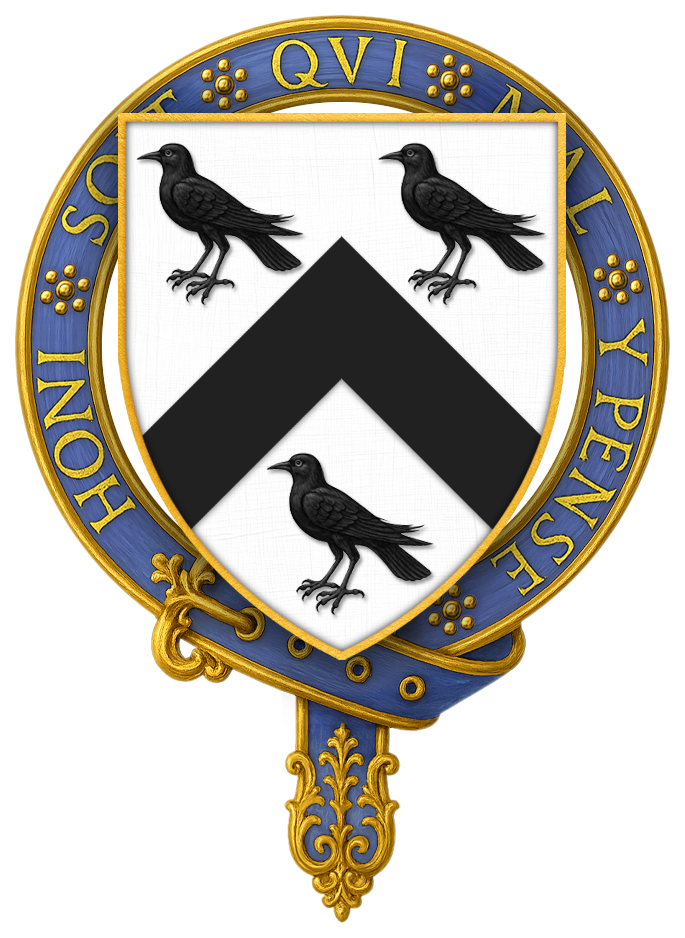
Armas de Rhys ap Thomas, KG

Rhys ap Thomas (1449–1525), KG, fue un soldado y terrateniente galés  que alcanzó cierta prominencia durante las Guerras de las Rosas, y fue instrumental en la victoria de Enrique Tudor en la Batalla de Bosworth. Fiel seguidor de Enrique fue recompensado con tierras y cargos en el sur de Gales. Algunas fuentes afirman que propició personalmente el golpe de muerte a Ricardo III en Bosworth.

## Primeros años
Rhys era el hijo legítimo más joven de Thomas ap Gruffydd ap Nicolas de Llandeilo en Carmarthenshire, y Elizabeth, hija de Lord John Gruffydd de Abermarlais, también en Carmarthenshire.
En 1460, después de que décadas de malestar creciente entre la nobleza y enfrentamientos armados, los seguidores de Richard, duque de York desafiaron el derecho de Enrique VI de la Casa de Lancaster para gobernar Inglaterra. La mayoría de los terratenientes galeses reclamaron sus títulos a través de donaciones hechas por el padre y abuelo de Henry por su lealtad a la Corona inglesa durante la rebelión de Owain Glyndŵr. En su mayoría apoyaron a Enrique frente a las pretensiones yorkistas.
En 1461, cuando Rhys ap Thomas contaba doce o trece años, un ejército Lancastriano fue reclutado en Gales debajo Jaspe Tudor, Conde de Pembroke, y desplazado a Inglaterra pero fue derrotado en la Batalla de Mortimer's Cross por Eduardo, Conde de March (el hijo mayor de Richard de York que había sido muerto unas semanas antes). El abuelo de Rhys Gruffydd ap Nicholas murió en la batalla. Al cabo de unas pocas semanas, Eduardo fue proclamado rey como Eduardo IV, y los ejércitos de Lancaster fueron derrotados en la Batalla de Towton en Yorkshire.
Algunos Lancastrianos, incluyendo a Thomas, el padre de Rhys, continuaron resistiendo en Gales. Thomas y su hermano Owain defendieron Carreg Cennen Castle, cerca de Llandeilo. Se vieron obligados a rendirse en 1462 después de un asedio. Los yorkidstas derribaron el castillo para evitar su utilización como fortaleza por los Lancastrianos. Las tierras de los derrotados fueron confiscadas, y Thomas, con el joven Rhys, se exiliaron en la corte de Felipe el Bueno, el Duque de Borgoña.
Thomas y Rhys regresaron a Gales en 1467, y readquirieron parte de sus antiguas tierras. Esto fue durante un periodo que incluyó la Readapción de Enrique VI, cuando muchos antiguos Lancastrianos recuperaron sus tierras.
Thomas murió en 1474. Los dos hermanos mayores de Rhys ya habían muerto, y Rhys heredó las propiedades de su padre.

## Reinado de Ricardo III
En 1483, Eduardo IV murió. Su hijo, Eduardo V era todavía menor. El hermano superviviente de Eduardo, Ricardo de Gloucester y el Duque de Buckingham se movilizaron para impedir que los impopulares parientes de Elizabeth Woodville, la reina de Edward, compartieran el poder o incluso se hicieran con el control del gobierno durante la minoría del Rey. Aun así, Ricardo fue más allá, declarando ilegítimos a los niños de Eduardo y ocupando el trono. El joven Eduardo V y su hermano menor (los Príncipes en la Torre) desaparecieron y probablemente fueron asesinados. Buckingham se volvió contra Ricardo y dirigió una revuelta en un intentao de restaurar la Casa de Lancaster, en la persona del exiliado Enrique Tudor, Conde de Richmond. La revuelta falló. El propio Buckingham había reclutado una fuerza en Brecon, pero las tormentas y las inundaciones le impidieron cruzar el Río Severn para unirse a los sublevados en Inglaterra y sus soldados desertaron. Pronto fue traicionado y ejecutado. Las mismas tormentas impidieron a Enrique desembarcar en el País del oeste.
Rhys había declinado apoyar la revuelta de Buckingham revuelta. En el periodo posterior, cuándo Richard nombró cargos para reemplazar a quienes se habían unido a la revuelta, nombró a Rhys ap Thomas su lugarteniente principal en el suroeste de Gales y le concedió una pensión vitalicia de 40 marcos. Rhys fue requerido para enviar a su hijo Gruffydd ap Rhys ap Thomas a la corte real de Nottingham como rehén, pero se disculpó de esta obligación declarando que nada le podría atar a su deber más fuertemente que su conciencia.
No obstante, se presume que mantuvo correspondencia con Enrique Tudor, que preparaba otro intento en Francia para derrocar a Ricardo.

## La Campaña de Bosworth
El 1 de agosto de 1485, Enrique partió hacia Harfleur en Francia. Con buenos vientos, desembarcó en Mill Bay, cerca de Dale, al norte de Milford Haven con una fuerza formada por ingleses exiliados y mercenarios franceses. Al llegar aquí, Rhys tendría que haberle enfrentado. Sin embargo, se unió a él. El folclore cuenta que el Obispo de St. David se ofreció a absolverle de su juramento a Ricardo. El obispo también sugirió que Rhys cumpliera su voto al pie de la letra permitiendo a Enrique ponerle el pie encima. Esta denigrante ceremonia podría debilitar la autoridad de Rhys sobre sus hombres, así que Rhys permaneció de pie bajo el puente de Mullock aproximadamente a 3 kilómetros de Dale mientras Henry marchaba sobre él.
Las fuerzas de Enrique y Rhys marcharon por separado a través de Gales, con Rhys reclutando 500 en su avance. Se reunieron en Welshpool antes de cruzar a Inglaterra. La fuerza galesa de Rhys fue descrita como bastante grande para haber "aniquilado" el resto del ejército de Enrique. El 22 de agosto,  en encontraron con el ejército de Ricardo cerca de Market Bosworth. En la Batalla consiguiente, Ricardo lanzó un ataque dirigido por el Duque de Norfolk. Según una balada de la época, los hombres de Rhys pararon el asalto y el Duque murió por una flecha. Esperando a que cambiaran las tornas para y ganar la batalla rápidamente matando a su rival, Ricardo y sus caballeros cargaron directamente contra Enrique. El rey fue desmontado y rodeado. El poeta Guto'r Glyn sugiere que fue Rhys el responsable de la muerte de Ricardo, posiblemente con un hacha de petos. Refiriendo al emblema de Ricardo, un jabalí, el poeta escribe que Rhys "mató el jabalí, afeitó su cabeza" ("Lladd y baedd, eilliodd ei ben"). Aun así, esto puede significar simplemente que uno de los galeses de Rhys habría matado el rey, dado que el cronista burgundio Jean Molinet, dice que un galés, uno de los hombres de Rhys, se sospecha que Wyllyam Gardynyr, dispensó el golpe mortal con un halberd. Fue ordenado caballero en el campo de batalla.

## Vida posterior
Rhys demostró su lealtad a Enrique suprimiendo una rebelión Yorkista en Brecon en 1486, y participando en la campaña contra el pretendiente Lambert Simnel en 1487 y las campañas subsiguientes contra Perkin Warbeck. Participó en la sofocación de la Rebelión de Cornualles de 1497, capturando al líder rebelde Lord Audeley, por lo que fue recibió el honor de ser nombrado Caballero Banneret.
Como recompensa a su lealtad,  adquirió muchas tierras y cargos lucrativos en el sur de Gales. Fue nombrado Condestable y Teniente de Breconshire, Chamberlain de Carmarthenshire y Cardiganshire, Senescal y Canciller de Haverfordwest, Rouse y Builth, Justiciar del sur de Gales, y Gobernador de todo Gales.
Fue también Consejero Privado y en 1505 fue nombrado Caballero de la Jarretera, lo que fue celebrado con un gran torneo en el castillo de Carew en 1507. Tras la muerte de Enrique VII, siguió siendo un seguidor de su hijo, Enrique VIII y participó en la Batalla de Guinegatte en 1513.
Rhys estuvo casado dos veces: con Eva, hija de Henri ap Gwilym de Cwrt Henri; y con Janet, hija de Thomas Mathew de Radyr. Aun así, a pesar de que Rhys tuvo numerosas amantes e hijos ilegítimos, su hijo legítimo Gruffydd ap Rhys ap Thomas murió en 1521. Rhys murió en Carmarthen Priory en 1525. Tras la supresión de los monasterios por Enrique VIII, su tumba fue trasladada a la Iglesia de San Pedro, también en Carmarthen.
Las propiedades y cargos de Rhys estaban destinadas a ser ocupadas por su nieto y heredero Rhys ap Griffith, sin embargo, fueron recuperadas por la corona y entregadas a Lord Ferrers de por vida. Rhys ap Gruffith fue decapitado por traición en 1531 después de enfrentarse a Ferrers y provocar enfrentamientos y desórdenes entre los ciudadanos de Carmarthen.